# Штајн (Средња Франконија)
Штајн (њем. Stein) град је у њемачкој савезној држави Баварска. Једно је од 14 општинских средишта округа Фирт. Према процјени из 2010. у граду је живјело 13.895 становника. Посједује регионалну шифру (AGS) 9573127.

## Географски и демографски подаци
Штајн се налази у савезној држави Баварска у округу Фирт. Град се налази на надморској висини од 300–380 метара. Површина општине износи 19,5 km². У самом граду је, према процјени из 2010. године, живјело 13.895 становника. Просјечна густина становништва износи 712 становника/km².

## Међународна сарадња
| Мјесто | Држава    | Врста сарадње | Од    |
| ------ | --------- | ------------- | ----- |
|        | Пољска    | контакт       | 2003. |
|        | Француска | партнерство   | 1990. |
| Извор  |           |               |       |